# 湖南城建职业技术学院
湖南城建职业技术学院（英語：Hunan Urban Constrction College）位于湖南省湘潭市岳塘区书院路42号，是湖南省一所高等专科大学。

## 历史
1958年，“湖南省土木建筑学校”建立，是湖南城建职业技术学院的前身；1972年，“湖南省土木建筑学校”更名为“湖南省建筑学校”；2003年，“湖南省建筑学校”与“湖南省建材工业学校”合并；2008年，“长沙职工大学”合并入，成为“湖南城建职业技术学院”。

## 学校院系
湖南城建职业技术学院拥有5个系，1个部，2个下属院校，34个高职专业、17个技工专业、2个技师专业。

### 系
建筑工程系、建筑系、管理工程系、建筑设备工程系、市政与路桥工程系

### 部
公共基础课部

### 下属院校
建筑高级技校、继续教育学院

## 学校文化

### 校风
真心求学，实意做事

### 教风
弘德精业，正己立人

### 学风
尚学尚能，成人成才

## 荣誉
湖南城建职业技术学院先后荣获“湖南省职业教育先进单位”、“湖南省高校毕业生就业工作先进单位”、“湖南省文明高校”、“湖南省文明卫生单位”、“湖南省高校党建工作合格院校”、“湖南省职业技能鉴定工作优秀单位和湖南建工集团文明单位”、“校园文化建设先进单位”、“思想政治工作先进单位”、“科技工作先进单位”等荣誉称号。